# فارسينايس سوومي
فارسينايس سوومي (بالفنلندية: Varsinais-Suomi) (بالسويدية: Egentliga Finland) أو فنلندا الجنوب غربية، إقليم فنلندي يحده أقاليم ستاكونتا و‌كانتا هامي و‌أوسيما. يضم الإقليم 53 بلدية.